# 卡特娅·罗特
卡特娅·罗特（德語：Katja Rothe，20世纪—），德国女子赛艇运动员。她曾代表东德参加荷兰阿姆斯特丹举行的1977年世界赛艇锦标赛，获得女子四人单桨有舵手金牌。